# Adenodolichos
Adenodolichos es un género de plantas   perteneciente a la familia Fabaceae. Es originario de África tropical. Comprende 30 especies descritas y de estas, solo 22 aceptadas.

## Taxonomía
El género fue descrito por Hermann Harms y publicado en Botanische Jahrbücher für Systematik, Pflanzengeschichte und Pflanzengeographie 33: 179. 1902.
Etimología
Adenodolichos: Nombre genérico que procede del griego aden, que significa "glándula" y dolichos, que significa " 

## Especies aceptadas
A continuación se brinda un listado de las especies del género Adenodolichos aceptadas hasta julio de 2014, ordenadas alfabéticamente. Para cada una se indica el nombre binomial seguido del autor, abreviado según las convenciones y usos.
- Adenodolichos acutifoliolatus Verdc.
- Adenodolichos adenophorus (Harms) Harms
- Adenodolichos anchietae (Hiern) Harms
- Adenodolichos baumii Harms
- Adenodolichos bequaertii De Wild.
- Adenodolichos brevipetiolatus R.Wilczek
- Adenodolichos bussei Harms
- Adenodolichos caeruleus R. Wilczek
- Adenodolichos exellii Torre
- Adenodolichos grandifoliolatus De Wild.
- Adenodolichos harmsianus De Wild.
- Adenodolichos helenae Buscal. & Muschl.
- Adenodolichos huillensis Torre
- Adenodolichos kaessneri Harms
- Adenodolichos katangensis R. Wilczek
- Adenodolichos macrothyrsus  Harms
- Adenodolichos mendesii Torre
- Adenodolichos nanus N.E.Br.
- Adenodolichos oblongifoliolatus R. Wilczek
- Adenodolichos obtusifolius R.E.Fr.
- Adenodolichos paniculatus (Hua) Hutch.
- Adenodolichos punctatus (Micheli) Harms
- Adenodolichos rhomboideus (O.Hoffm.) Harms
- Adenodolichos rupestris Verdc.
- Adenodolichos salviifoliolatus R. Wilczek
- Adenodolichos salvifoliolatus R.Wilczek
- Adenodolichos upembaensis R. Wilczek